# Rezerwat przyrody Skarpa Ursynowska
Skarpa Ursynowska – krajobrazowy rezerwat przyrody położony w Warszawie na granicy dzielnic Ursynów i Wilanów, chroniący fragment skarpy warszawskiej.
Powierzchnia rezerwatu wynosi 20,8037 ha (akt powołujący podawał 22,65 ha). Wokół rezerwatu wyznaczono otulinę o powierzchni 134,6174 ha. Obszar rezerwatu jest objęty ochroną czynną i krajobrazową.

## Opis

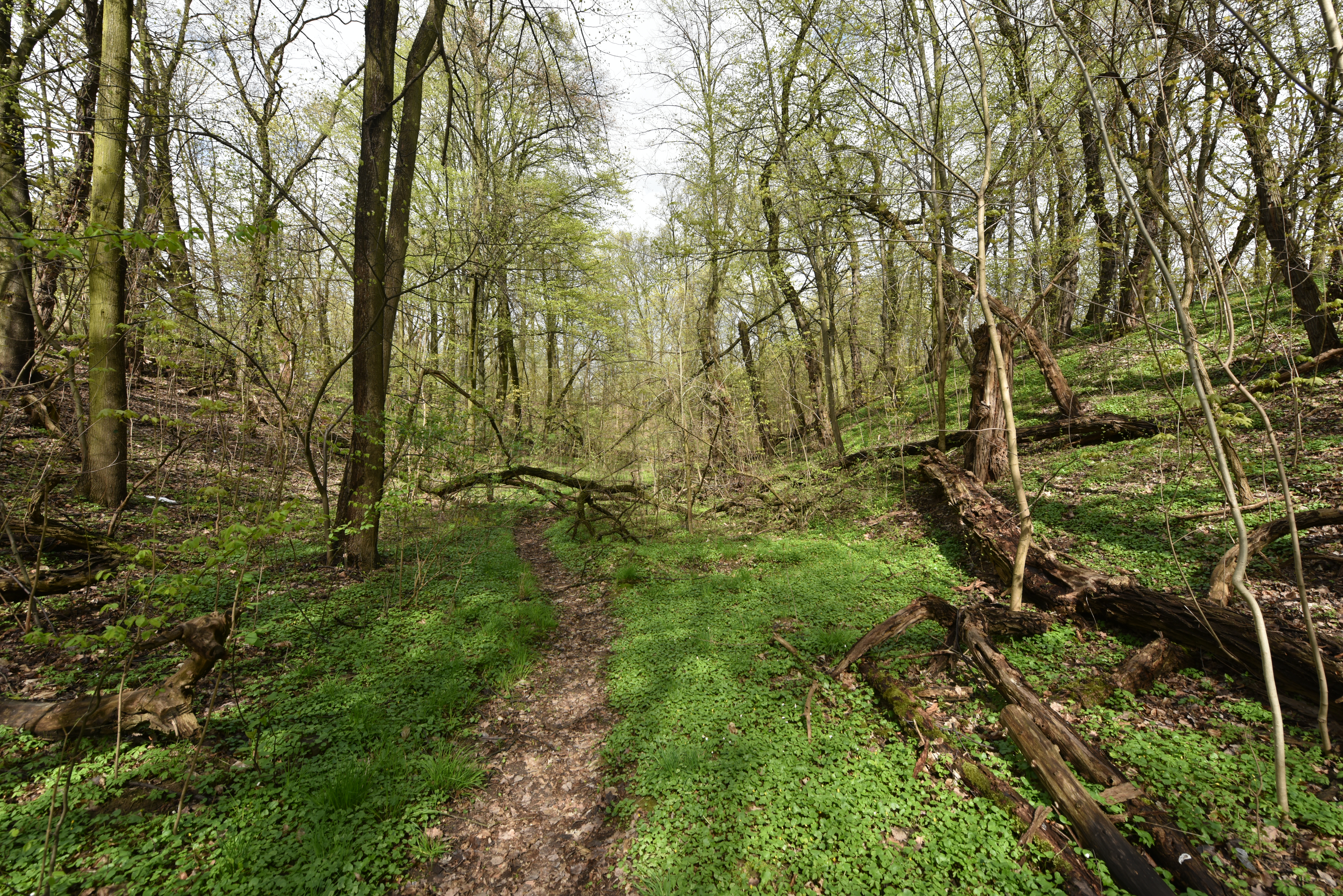
Fragment rezerwatu

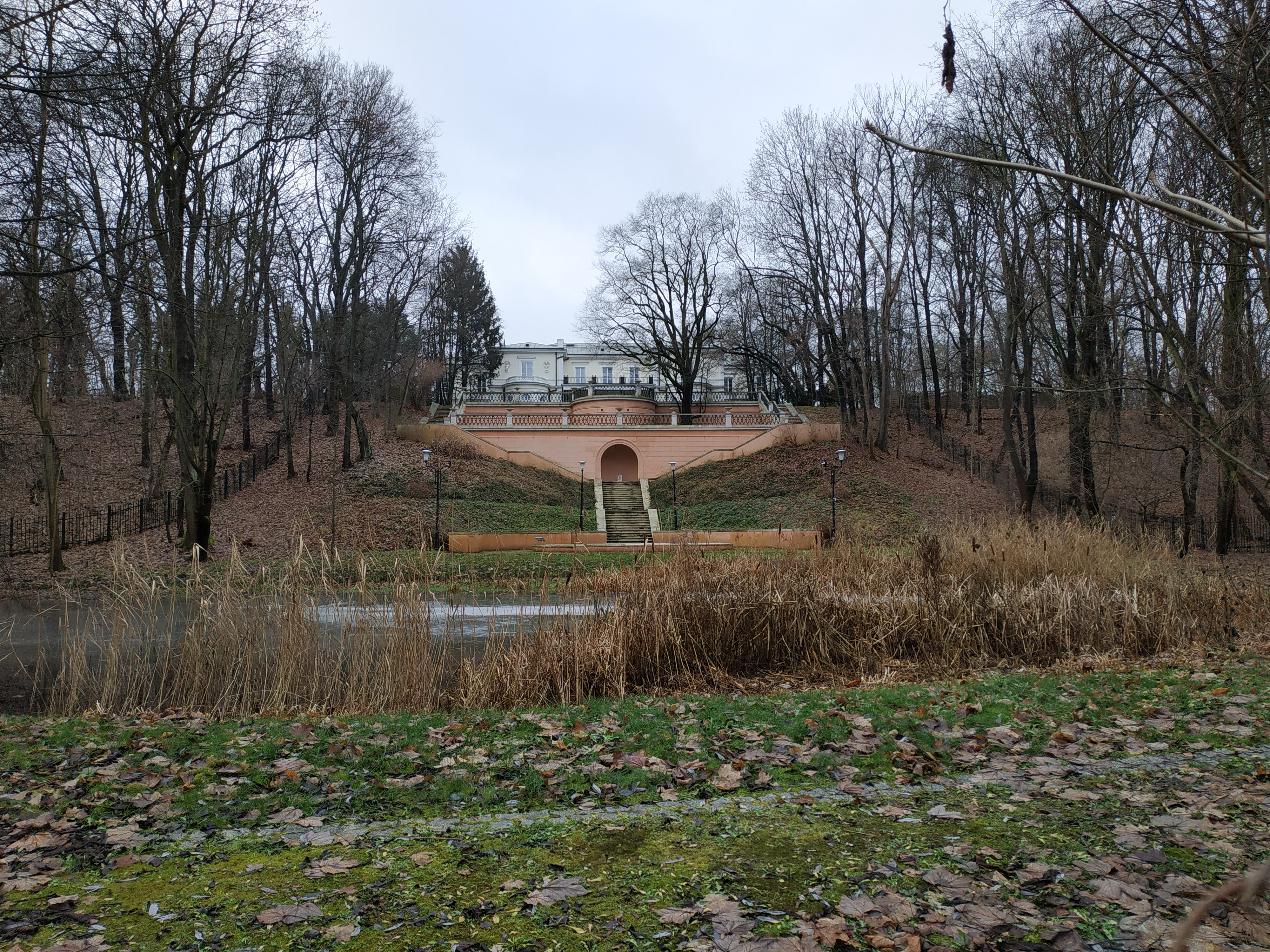
Staw pod pałacem SGGW

Przedmiotem ochrony jest fragment skarpy warszawskiej na Ursynowie wraz z leżącymi u jej podnóża łąkami i torfowiskami.
Rezerwat Skarpa Ursynowska utworzony został 14 czerwca 1996 r. zarządzeniem Ministra Ochrony Środowiska, Zasobów Naturalnych i Leśnictwa (M.P. z 1996 r. nr 42, poz. 411) w celu ochrony skarpy przed zabudową i zachowania występujących na jej terenie grądów, łęgów i olsów oraz położonych pod skarpą torfowisk. Obszar rezerwatu obejmuje położony między ul. Arbuzową a pałacem Ursynowskim.
Rezerwat ma urozmaiconą rzeźbę terenu: obejmuje teren nad skarpą, samą skarpę z wąwozem i tereny położone pod nią. Wysokość skarpy na terenie rezerwatu waha się od 5 do 18 metrów wysokości względnej, jej spadek od 24° do 60°.
Teren rezerwatu to pozostałość zespołu pałacowo-parkowego Rozkosz, który był rezydencją filialną wobec zespołu pałacu wilanowskiego, należącą w XVIII w. do dóbr wilanowskich księżnej Izabeli Lubomirskiej. Nazwę Ursynów otrzymał od kolejnego właściciela, Juliana Ursyna Niemcewicza. Ostatni właściciel posiadłości, Edward Raczyński (spadkobierca rodziny Krasińskich), w 1921 roku przekazał rezydencję na cele społeczne. Pałac zachował się w dobrym stanie i jest wykorzystywany przez SGGW, dewastacji uległ taras ogrodowy i park. Starodrzew został zniszczony w czasie II wojny światowej. U podnóża skarpy znajduje się Staw pod pałacem SGGW.
Spośród fauny występują tu m.in. łasica pospolita, jeż, nietoperze, ropucha szara, traszka, rzekotka drzewna, żaba trawna, moczarowa i zielona, kumak nizinny, zaskroniec i słowik, a spośród flory m.in. olsza czarna, czeremcha pospolita, jesion wyniosły, wiąz szypułkowy, osika, wierzba, brzoza brodawkowata, klon, jawor, grab pospolity, dąb szypułkowy i topola szara.